# Brønshøj
Brønshøj ist ein Stadtteil von Kopenhagen. Es gehört zum Stadtbezirk Brønshøj-Husum. Brønshøj liegt 4 Kilometer westlich vom Stadtkern Kopenhagens entfernt.

## Geschichte
Brønshøj wurde 1186 zuerst urkundlich erwähnt. Während der Nordischen Kriege 1658–1660 wurde hier die schwedische Festung Carlstad errichtet, die heute verschwunden ist; von hier aus belagerte Karl X. Gustav Kopenhagen. Damals hatte der Ort mit 30.000 Einwohnern ebenso viele wie Kopenhagen. 1901 wurde Brønshøj nach Kopenhagen eingemeindet. In den 1950er Jahren entstand hier das erste Hochhaus Kopenhagens.
Ein Regionalmuseum zeigt eine Ausstellung zur Geschichte des Ortes.

## Sonstiges
Der Fußballverein Brønshøj BK spielt in der Zweiten Liga des Landes (früher auch in der Ersten Liga).